# رسالت رها شده
رسالت رها شده (به انگلیسی: The Prophecy Forsaken) یک فیلم سینمایی آمریکایی فانتزی - اکشن ترسناک و دلهره آور پنجم و آخرین قسمت سری فیلمهای رسالت است. در این فیلم تونی تاد، جیسون اسکات لی و کاری ورر بازی می‌کنند.

## داستان
در بوخارست، آلیسون از لفظ پیامبر (ص)، یک کتاب مقدس خودآزمایی اسرارآمیز محافظت می‌کند که آخرین بخش آن در آخرالزمان (آیین‌نامه‌ها) به زودی نام دجال را در آخرین صفحه خود منتشر می‌کند. استارک، رهبر شیطانی و حسادت فرشتگان نابغه به نام «پادشاهان»، نیروهای دیلن را به قتل رسانده‌است تا بتواند اطلاعاتی را دربارهٔ ضد مسیحیان ببرد، اما دیلن به طرز مرموز احساس می‌کند که توسط زن جذب شده‌است و به جای آن از محافظه کاران محافظت می‌کند. آلیسون به دنبال جان ریگارت برای کمک است، اما او به او می‌گوید که علاقه‌مند به آخرالزمان است تا میلیون‌ها نفری را به جهنم ببرد. آلیسون در حین دفاع از لسانکون از استارک، حقیقت را در مورد ریشهایش یادمی‌گیرد.